# 顏政德
顏政德（1965年11月11日—)，台灣政治人物。

## 生平
2007年至2009年間擔任市長林政則機要人員，2010年以886票當選新竹市北區武陵里里長，次年獲聘為新竹市北區調解委員會委員。2010年籌設社團法人新竹市城市行銷暨永續發展協會，並獲選擔任首屆理事長。於2011年1月8日舉辦第一屆城市行銷暨不動產高峰論壇。2010年協助推動黃背心大使運動，宣導交通守法精神，降低車禍發生率。
當選中國國民黨第19,20次全國黨代表。第19次候補中央委員。
2014年12月25日當選新竹市議會第九屆議員。2018年12月25日連任新竹市議會第十屆議員

## 外部連結
- 顏政德的Facebook專頁
- YouTube上的顏政德頻道